# Lubuk Lesung
Lubuk Lesung is een bestuurslaag in het regentschap Bengkulu Utara van de provincie Bengkulu, Indonesië. Lubuk Lesung telt 424 inwoners (volkstelling 2010).